# Diponthus
Diponthus is een geslacht van rechtvleugeligen uit de familie Romaleidae. De wetenschappelijke naam van dit geslacht is voor het eerst geldig gepubliceerd in 1861 door Stål.

## Soorten
Het geslacht Diponthus omvat de volgende soorten:
- Diponthus argentinus Pictet & Saussure, 1887
- Diponthus bilineatus Rehn, 1920
- Diponthus clarazianus Pictet & Saussure, 1887
- Diponthus communis Bruner, 1900
- Diponthus crassus Bruner, 1910
- Diponthus cribratus Serville, 1838
- Diponthus dispar Gerstaecker, 1873
- Diponthus electus Serville, 1838
- Diponthus festivus Gerstaecker, 1873
- Diponthus invidus Carl, 1916
- Diponthus maculiferus Walker, 1870
- Diponthus paraguayensis Bruner, 1906
- Diponthus paulista Rehn, 1939
- Diponthus permistus Serville, 1838
- Diponthus pictus Bolívar, 1884
- Diponthus porphyreum Gerstaecker, 1873
- Diponthus pycnostictus Pictet & Saussure, 1887
- Diponthus schulzi Bruner, 1900
- Diponthus virgatus Gerstaecker, 1873